# Еренк-хан
Еренк (Еренг, Аранг)-хан (д/н—1694) — хівинський хан у 1689—1694 роках. Повне ім'я Мухаммед Еренк (Аранг Мухаммед).

## Життєпис
Походив з династії Арабшахів, гілки Шибанідів. Син Ануша-хана. 1689 року повалив свого брата Худайдад-хана і завдяки допомозі Худайкулі-інака та військ бухарського хана Субхан-Кулі зайняв трон. Продовжував політику зміцнення ханської влади. Невдовзі відправив до Бухари присланизх раніше емірів. перебравши повну владу у державі.
Невдовзі відправив військо проти Бухарського ханства, скориставшись походом бухарців до Хорасану. Втім біля Бухари хівинське військо зазнало поразки.
Водночас Еренк-хан встановив гарні відносини з Персією та Московським царством. З останнім було домовлено щодо спільних дійпроти калмицького хана Аюки, розширення торгівлі через порт-фортецю Тюк-Каран.
Випадково загинув від падіння коня у 1694 році. До влади прийшов Джучі-султан, нащадок Хаджи Мухаммад-хана.

## Культурна діяльність
Його близьким другом був поет та архітектор Мавлана Вафа. За наказом хана була побудована куріниш-хана в цитаделі Хіви. У його правління наближений хана Мухаммад Різабек збудував медресе у Хіві.